# Dorel Stoica
Dorel Stoica (n. 15 decembrie 1978), este un antrenor secund la FC Universitatea Craiova, fost fotbalist român, ce a evouluat la Viitorul Șimian. Între 2005 și 2009 și în sezonul 2010-2011 a evoluat la FC Universitatea Craiova, fiind și căpitanul acestei echipe în prima perioadă.
Este un fost component al echipei naționale a României pentru care a debutat în meciul România - Luxemburg 3-0. Stoica a ajuns la U Craiova odată cu revenirea echipei în Liga 1. El a fost transferat la U.Craiova alături de alți colegi de la FC Caracal.
Pe 28 decembrie 2009 și-a reziliat contractul cu U.Craiova, iar la începutul lunii iunie 2010 a semnat o înțelegere pentru 2 sezoane cu Steaua București.
Pe 31 august 2010 a părăsit Steaua și s-a întors alături de Victor Pițurcă la FC Universitatea Craiova. În 2013 semnează cu Gaz Metan Serverin.
Între 2015 și 2017 evoluează la FC Dunărea Cetate din liga a IV a, județul Dolj.

## Titluri
| Sezon   | Club                  | Titlu   |
| ------- | --------------------- | ------- |
| 2005-06 | Universitatea Craiova | Liga II |